# Curva di Ringbom
La curva di Ringbom è un grafico utilizzato in chimica analitica nell'ambito dell'analisi complessometrica e di quella spettroscopica con finalità differenti.

## Complessometria
La curva di Ringbom riporta, per tutti i metalli, la soglia di pH sotto cui ogni particolare ione metallico non può essere complessato allo scopo di ottenere una reazione quantitativa.
Conoscere la soglia minima di pH è importante in quanto, se la concentrazione di ioni H+ è troppo alta (e dunque il pH troppo basso), accade che il numero di reazioni collaterali (secondarie) tra gli ioni H+ (presenti in soluzione) ed il complessante (che invece dovrebbe legare lo ione metallico) è talmente alto da non permettere la reazione principale, ovvero quella di complessazione (metallo + complessante).

## Spettroscopia
Nell'analisi spettroscopica la curva di Ringbom è una sigmoide che riporta la grandezza 1-T (o 1-%T, utilizzando la trasmittanza percentuale) contro il logaritmo decimale della concentrazione di analita (ppm o ppb). Il suo utilizzo permette di determinare l'errore relativo associato a un certo intervallo di concentrazione di analita misurato, errore relativo che è funzione della pendenza della curva.
Applicando la legge di Lambert-Beer nel calcolo dell'errore relativo per l'errore fotometrico dell'1% di trasmittanza, è possibile calcolare l'errore relativo in concentrazione di analita. In questo modo si dimostra anche che agli estremi di concentrazioni basse o alte l'incidenza dell'errore relativo è massimo: infatti, approcciando la tangente a zero, l'errore relativo tende a infinito.